# Army Men: RTS
Army Men: RTS là trò chơi điện tử thuộc thể loại chiến lược thời gian thực của loạt game Army Men do hãng Pandemic Studios phát triển và The 3DO Company phát hành vào năm 2002. Game bao gồm 15 màn chiến dịch, 8 màn "chiến dịch đặc biệt" và 8 màn "trận đánh lớn". Trò chơi xoay quanh việc thu thập tài nguyên gồm nhựa và điện và sử dụng nó để xây dựng công trình và mua quân nhằm chiến đấu chống lại phe Tan, cứ mỗi công trình/binh lính sẽ cần một số lượng tài nguyên nhất định. Với ý tưởng cốt truyện dựa trên bộ phim Apocalypse Now thì trong game người chơi sẽ truy lùng vị đại tá điên khùng. Đây là phiên bản cuối cùng trong dòng game do The 3DO Company phát hành.

## Cốt truyện
Army Men: RTS xoay quanh câu chuyện chính về tên Đại tá điên khùng Blintz của phe Green gặp nạn khi đang làm nhiệm vụ đã đột ngột biến thành phe Tan và dẫn dắt binh lính dưới sự chỉ huy của hắn chiếm đóng gác mái trong một ngôi nhà lớn xây dựng thành một căn cứ vững chắc với hệ thống phòng thủ kiên cố từ trong ra ngoài căn nhà để từ đó dễ dàng điều quân sang xâm lược lãnh thổ phe Green. Chính vì vậy mà viên Đại tá Grimm, nhà lãnh đạo phe Green đã gọi người anh hùng trứ danh Sarge trở lại chỉ huy quân đội phe Green đột kích phá vỡ phòng tuyến của phe Tan và bắt sống tên phản đồ mất trí này.
Khởi đầu game, Sarge được hộ tống bới các thành viên của biệt đội Bravo với nhiệm vụ bảo vệ sân trước để chui vào sân vườn phá hủy một cái đèn vườn và dẫn đầu một cuộc tấn công vào cửa trước do quân Tan chiếm giữ, sau trận quyết chiến, cả đội phát hiện ra rằng nó đã bị khóa chặt. Grimm buộc phải liên lạc với Sarge qua radio và khuyên cả nhóm có thể xâm nhập vào nhà bằng cửa sổ tầng hầm. Sau khi phá hủy một căn cứ của phe Tan gần vị trí cửa sổ, Sarge và các thành viên biệt đội mới nhảy xuống tầng hầm. Một khi lọt vào trong tầng hầm Sarge, Riff, Scorch, Hoover, Thick và người mới đến Bullseye phải chiến đấu với lũ kiến hung dữ và mở đường máu xuyên qua tầng hầm. Grimm lại liên lạc với Sarge và nói với anh rằng Blintz đã gửi máy bay ném bom tới giết họ. Cả đội vội vàng trèo lên cầu thang vào nhà bếp trước khi các máy bay ném bom đến kịp. Trong nhà bếp, Sarge giám sát việc tái thiết căn cứ quân sự của phe Green ở dưới bàn và điều quân phá hủy các ụ súng phòng không trước khi được không vận tới cao điểm. Sau đó, anh dẫn quân Green thực hiện cuộc tấn công vào một nhà máy của Blintz được xây dựng trong bồn rửa chén trước khi di chuyển vào phòng khách. 
Tại đây, cả đội phải lãnh nhiệm vụ bảo vệ một chiếc PlayStation 2 mà phe Tan dùng làm như một nguồn năng lượng. Blintz liên lạc với nhóm thông qua cái TV phòng khách và nói với Sarge là họ chẳng là gì cả y hệt như một món đồ chơi. Biệt đội Bravo sau đó di chuyển đến chân cầu thang, nơi họ thiết lập một căn cứ quân sự và hộ tống các dân làng bằng nhựa an toàn băng qua phòng khách. Sarge và các thành viên khác leo lên cầu thang và phải tả xung hữu đột mở đường qua bồn đánh răng rửa mặt phòng tắm trong khi bị lũ kiến truy đuổi liên tục. Để thoát hiểm buộc cả nhóm phải nhảy ra khỏi bồn rửa chén và chỉ bị bắt giữ khi vào phòng tiếp theo. Chỉ duy nhất anh chàng dò mìn chết nhát Hoover là trốn thoát được và giúp quân lính Green trong việc xây dựng căn cứ quân sự và đưa quân đột kích thẳng vào khu căn cứ phe Tan nhằm giải cứu cả đội an toàn.
Sau đó, biệt đội Bravo tìm đường vào gác mái, và phá hủy một chiếc cầu mô hình xe lửa mà Blintz dùng để vận chuyển các nguồn tài nguyên vào các khu căn cứ quân sự của hắn. Họ tiến xa hơn vào gác mái để rồi phát hiện ra Vikki đã ở đây từ trước, đang định quá giang một chuyến đi với đoàn trực thăng. Cô nói với họ về một đoàn tàu hỏa có thể đi xa hơn vào chỗ gác mái và cả đội sẽ chiến đấu mở đường tiến vào chiếm ga xe lửa rồi đáp tàu đi sâu vào bên trong khu vực đầu não của Blintz. Tại đây, Sarge chợt phát hiện ra binh lính phe Tan đang bắt giữ con kiến chúa. điều này giải thích lý do vì sao chúng chỉ tấn công nhắm vào quân Green. Sarge có thể chọn một trong hai cách có hoặc không giải thoát con kiến chúa; sau khi cho quân bắn vỡ cái lọ kiến chúa sẽ thoát và toàn bộ ký sinh trùng trong căn nhà sẽ bản bội Blintz. Tiếp đó toàn bộ quân Green tiến hành cuộc tổng tấn công vào căn cứ địa cuối cùng của Blintz. Ngay tại nơi đây, Blintz tự mình rào chắn cố thủ trong pháo đài của hắn buộc quân Green phải tràn vào tống cổ hắn ra ngoài. Trong đoạn cắt cảnh cuối cùng, đích thân Sarge tự tay lôi cổ Blintz và dần cho hắn một trận nên thân, cùng lúc ấy Grimm gửi lời chúc mừng anh qua đài phát thanh, hứa sẽ đãi bữa tiệc "bánh và kem". 

## Nhân vật

### Phe Green
Lực lượng tham chiến của phe Green trong phần chơi chiến dịch là Biệt đội Bravo thường gọi tắt là Đội B. 
- Sarge – Sĩ quan chỉ huy chiến đấu Biệt đội Bravo thường được cấp trên và cấp dưới gọi với cấp bậc Trung sĩ. Trong phiên bản này anh được Đại tá Grimm giao nhiệm vụ tiêu diệt tên Đại tá mất trí Blintz. Vũ khí chính là khẩu súng lục thay vì khẩu M16 quen thuộc như trong các phiên bản khác.
- Riff – Chuyên gia chống tăng của Biệt đội Bravo và là bạn thân của Sarge. Đầu trọc và thường xuyên đeo kính đen. Vũ khí chính của Riff là khẩu Bazooka M1 dù đôi lúc vũ khí chống tăng thỉnh thoảng xuất hiện lại là khẩu Panzershreck của Đức.
- Thick – Lính súng máy của Biệt đội Bravo. Thick là biểu tượng sức mạnh cơ bắp của nhóm A thuộc Biệt đội Bravo. Vũ khí chính mà Thick hay vác theo là khẩu súng máy đa năng M60. Tuy bề ngoài trông tráng kiện hơn so với các thành viên khác nhưng bù lại Thick có vẻ chậm chạp về mặt trí tuệ.
- Sharp – Pháo thủ của Biệt đội Bravo. Shrap là người thích chơi lướt sóng nên thường ăn diện bảnh bao hơn so với các thành viên khác. Ngoài ra Shrap còn có mái tóc dài quá khổ và hay làm Sarge phát cáu lên. Vũ khí chính của Shrap là khẩu súng cối.
- Scorch – Người vận hành súng phun lửa của Biệt đội Bravo. Scorch ưu thích nấu chảy mọi thứ dù bản thân anh làm từ nhựa. Dáng vẻ của Scorch không có vẻ gì là người anh hùng cả.
- Binh nhì Hoover – Lính dò mìn của Biệt đội Bravo. Bề ngoài trông khá nhút nhát và có tật giật mình, đôi lúc lại tỏ ra hữu dụng trong những trường hợp cần thiết nhất. Giọng của Hoover y như nhân vật Don Knotts. Điều nực cười là Hoover thường hay thắt cái nơ trên áo sơmi của mình.
- Bullseye – Lính súng ngắm của Biệt đội Bravo. Chỉ xuất hiện duy nhất trong phiên bản Army Men: RTS, Bullseye thường gài một cái lá cây ở đằng sau lưng và có khả năng nhắm bắn mục tiêu ở cự ly rất xa. Được xem là sát thủ thầm lặng trong nhóm và luôn giữ thái độ bình tĩnh ngay cả trong những trường hợp nguy cấp nhất.
- Vikki Grimm – Con gái của Đại tá Jack Grimm và là người yêu chính thức của Sarge, đồng thời cô cũng là một thành viên trong Biệt đội Bravo. Trong phiên bản này cô chỉ xuất hiện ở một số màn thuộc phần chiến dịch chơi đơn và vũ khí chính là khẩu súng lục y như Sarge chỉ khác màu sắc.
- Đại tá "Happy" Jack Grimm – Sĩ quan chỉ huy Biệt đội Bravo và là cấp trên của Sarge. Ngoài ra, ông còn là cha ruột của Vikki. Không tham chiến trực tiếp mà chỉ đóng vai trò hướng dẫn và cố vấn cho đội của Sarge thông qua liên lạc từ Sở chỉ huy.

### Phe Tan
- Đại tá Blintz – Cựu sĩ quan quân đội phe Green. Blintz đảm đương việc giữ vững khu vực của quốc gia Green thì bị bắn trúng vào đầu khi đang tiến hành cuộc phản công quân thù, chấn thương được Đại tá Grimm mô tả như một "vết thương đầu bị biến dạng, to lớn". Sau đó, Blintz đột nhiên biết mất và chỉ xuất hiện trở lại với vai trò mới là thành viên quân đội phe Tan.[3] Trong Army Men: RTS, Blintz dốc sức vào việc xây dựng lực lượng và căn cứ cho riêng mình với mục đích duy nhất là thống trị Thế giới Thực và sử dụng lại chiến thuật của phe Green để chống lại chính họ. Với bộ dạng to béo chả kém gì Plastro, đầu đội một thứ mũ cổ quái và tay cầm quyền trượng, cùng bộ trang phục quái dị y hệt những gã tù trưởng của một bộ lạc nào đó. Về sau lực lượng của Blintz bị quân Green đánh bại và hắn ta chỉ còn là miếng nhựa sống vội chạy vào lều trốn cho tới khi Sarge xông vào đập Blintz một trận thừa sống thiếu chết rồi mới bóc vỏ bên ngoài lớp sơn. Số phận của Blintz sau đó như thế nào thì chưa được xác định rõ, có giả thuyết hắn đã bị Sarge bắt sống làm tù bình và giải về giam ở quốc gia Green để xét xử tội lỗi mà hắn đã gây ra cho đồng loại.

## Chiến dịch
Dưới đây là danh sách các màn chơi phần chiến dịch có tổng cộng tất cả 15 màn bắt đầu từ ngoài vườn, đột nhật vào sân, chui xuống nhà kho, trèo lên các tầng và cuối kết thúc tại gác mái. 
- The Thin Green Line
- Behind the Tan Curtain
- A Few Green Men
- Full Plastic Jacket
- It Came From The Basement
- Courage Under Groceries
- Dishes Of Valor
- From Here To The Sofa
- Fistful Of Plastic
- Baths Of Glory
- One Man Army
- Derailment
- Village Of The Tanned
- Scorched Turf
- Heart Plastic

## Lối chơi
Lối chơi của Army Men: RTS tập trung vào việc giành giật và kiểm soát hai nguồn tài nguyên là nhựa và điện rất cần thiết cho việc xây nhà và tạo lính. Nhựa do loại xe ben (Dump Truck) khai thác được lấy từ các vật dụng hàng ngày như dĩa bay, tô đựng thức ăn cho chó và các loại đồ chơi khác. Ngoài ra, mỗi lần một đơn vị quân hoặc công trình nào bị phá hủy sẽ để lại một đoạn nhựa có giá trị bằng một phần nhỏ giá thành ban đầu tại nơi bị phá hủy. Điện cần cho các loại xe cộ và trang bị của điện báo viên được lấy từ các vật dụng bằng điện như pin, lò nướng bánh và máy bộ đàm. Nguồn tài nguyên do Dump Truck thu thập đều đưa về nhà chứa tài nguyên (Resource Depot).
Người chơi sử dụng các nguồn tài nguyên để xây nhà và tạo lính. Các công trình được chia thành hai loại là tạo lính gồm nhà chính, nhà lính, nhà xe và phòng thủ bảo vệ căn cứ gồm các ụ súng phòng không, tháp canh, lô cốt và chốt rào kẽm gai. Việc nâng cấp nhà có thể tạo ra được những loại lính đời sau mạnh hơn nhiều lần. Lính bộ binh có giá rẻ dễ sản xuất đại trà nhưng sức tấn công rất yếu hoặc chỉ tầm trung. Các loại khí tài quân sự có xu hướng ngày càng tốn kém, và phải có điện mới sở hữu được, bù lại sức tấn công mạnh. Khí tài bao gồm các loại xe như xe ben, xe ủi đất xây dựng công trình, jeep đặt mìn, jeep cứu thương, xe tăng, xe half-track, trực thăng và cuối cùng là Dum-dum (robot được trang bị pháo nổ). Ngoài lính bộ binh và lính ném lựu đạn còn thêm một số loại lính đặc biệt khác gồm lính dò mìn, lính bắn tỉa, lính đại liên, lính bazooka và lính pháo cối.
Tùy theo đặc điểm của từng đơn vị, mà người chơi sẽ có cách khắc chế lẫn nhau. Ví dụ như một nhóm các tay lính bắn tỉa có thể quét sạch cả đám lính bộ binh một cách dễ dàng, nhưng lại tỏ ra vô dụng khi đối đầu với cơ giới. Đối với các loại khí tài cơ giới, xe half-track lại dễ bị tăng hạ gục và kế đến là tăng không thể bắn được trực thăng. Người chơi phải cân bằng cả những điểm mạnh và điểm yếu tương đối của quân mình và quân đối phương với chi phí tạo lính.
Cân bằng cấp độ có thể được thay đổi bởi các yếu tố khác. Nâng cấp quyền năng có thể cải thiện tốc độ, cột máu hoặc mức sát thương của phe nào tăng đầu tiên, từ đó gây ra sự chênh lệch giữa hai bên. Bên cạnh đó, game còn thêm vào các đơn vị anh hùng (Heroes) với sức tấn công mạnh hơn hẳn lính bộ binh thông thường. Côn trùng trong game chủ yếu là loài kiến, hoạt động như các đơn vị quân tự do cho phe nào liên minh với chúng. Được xem là mục tiêu thứ yếu ở những màn chơi đơn mà người chơi sẽ thường xuyên phải đối mặt với bầy kiến hung tợn này. 

### Chơi mạng
Phiên bản Windows của Army Men: RTS cho phép chơi nối mạng lên đến tám người chơi cùng lúc. Một bản sao của GameSpy Arcade được đính kèm theo game. Người chơi có thể thiết lập đội nhóm trong các trận đấu nhiều người chơi hoặc các trận chiến theo kiểu tự do cho tất cả mọi người chơi khác. Người chơi sẽ giành chiến thắng nếu phe đối phương không có nhà chính và bị tính thua trong ba phút nếu không kịp xây một cái. Ngoài GameSpy Arcade, việc kết nối có thể được thực hiện qua mạng LAN hoặc thông qua một kết nối trực tiếp giữa những người chơi. Hầu hết mọi người là một phần của Clan (phe cánh) khi sử dụng GameSpy Arcade. Gameranger và Hamachi cũng có thể được sử dụng để thay thế như trên.

## Đơn vị quân
Các loại quân trong Army Men: RTS khá đa dạng gồm hai dạng chính là lính và xe nhưng lại không có khả năng nâng cấp để tăng sức tấn công phòng thủ mà thay vào đó game chỉ có bước nâng cấp lên đời các công trình như nhà lính, nhà xe để mở thêm một số loại quân mới mạnh hơn. Giới hạn quân số mặc định là 70 units, người chơi mua quá nhiều thì máy sẽ không cho mua nữa. 
Đầu tiên là nhà chính (Headquarters) có ba loại quân: 
- Bulldozer – Là loại xe ủi đất dùng để xây nhà thuộc quân đời đầu. Khác với các game chiến lược khác là nông dân bình thường phải xây nhà cho đến khi xong mới thôi nhưng trong Army Men: RTS người chơi chỉ cần mua một chiếc và cho xe đến mục tiêu thả một bãi nhựa là nó từ từ hình thành.
- Dump Truck – Là loại xe ben dùng để thu thập các nguồn tài nguyên nhựa và điện thuộc quân đời đầu. Nguồn tài nguyên được khai thác từ những vật dùng hằng ngày trong mọi gia đình như nhựa lấy từ đồ chơi, máng ăn cho chó, súng phun nước và điện lấy từ cục pin, đèn pin, đồng hồ, máy khoan. Nhưng chủ yếu là nhựa vì nó đóng vai trò quan trọng trong việc xây nhà, mua lính trong khi điện chỉ dành để mua khí tài.
- Radio Operator – Là loại lính liên lạc điện đàm thuộc quân đời cuối có 3 chức năng chính: gọi lính nhảy dù (Paratroopers), gọi kính lúp (dùng để chiếu xuống mục tiêu và sau vài giây mục tiêu sẽ bị cháy) và cuối cùng là gọi máy bay thả bom hủy diệt.

Tiếp theo là nhà lính (Barracks) có bảy loại quân: 
- Grunt – Là loại lính bộ binh thuộc quân đời đầu sử dụng khẩu súng trường với sức tấn công, phòng thủ và phòng không đều bằng nhau nhưng rất yếu. Ưu điểm là giá rất rẻ dễ mua đại trà.
- Grenadier – Là loại lính ném lựu đạn trên bộ thuộc quân đời đầu có sức tấn công khá hơn Grunt, kèm hiệu ứng đánh lan sát thương, không có khả năng phòng không.
- Mine Sweeper – Là loại lính dò mìn thuộc quân đời đầu, không có khả năng tấn công mà chỉ dò mìn với diện tích dò nhỏ hơn Hoover.
- Machine Gunner – Là loại lính súng máy thuộc quân đời hai, sử dụng khẩu đại liên có khả năng bắn tầm xa và bắn liên thanh.
- Bazooka Man – Là loại lính bazooka thuộc quân đời hai, sử dụng khẩu bazooka có khả năng tấn công tầm xa khá hữu hiệu khi diệt half-track, xe tăng, trực thăng và công trình.
- Mortar Man – Là loại lính pháo cối thuộc quân đời hai, sử dụng khẩu pháo cối có khả năng tấn công tầm xa chỉ dùng để phá hủy công trình.
- Sniper – Là loại lính bắn tỉa thuộc quân đời hai, sử dụng súng ngắm có khả năng tấn công tầm xa nhất so với các loại lính khác, với tốc độ bắn chậm. Chỉ có thể bắn quân, 2 phát đạn kill 1 mục tiêu, không thể tấn công được xe, công trình và trực thăng.
- Paratroopers: Loại lính đặc biệt chỉ có thể được gọi từ Radio Operator, mỗi tổ 5 lính cho một lần gọi. Tốc độ tấn công tương tự Grunt, sức mạnh xếp ngang Machine Gunner.

Cuối cùng là Garage có bảy loại quân: 
- Minelayer – Là xe đặt mìn thuộc quân đời hai, dùng để bảo vệ căn cứ bằng cách rải một lớp mìn dày đặc ngăn ngừa quân đối phương tấn công.
- Medic – Là xe cứu thương thuộc quân đời hai, cực kỳ cần thiết giúp hồi phục cho quân lính và công trình bị hư hại. Xe cứu thương của game có lỗi nhỏ chưa hoàn thiện: chỉ tập trung vào cứu thương gây cản trở các loại quân khác di chuyển. Ngoài ra, khi đang thực hiện việc hồi máu, nó không thể tự bỏ chạy nếu bị tấn công.
- Half-Track – Là xe chiến đấu thuộc quân đời hai, cực kỳ hữu dụng có khả năng tấn công trên không và trên bộ rất tốt.
- Tank – Là xe tăng thuộc quân đời cuối, giáp phòng thủ cao và lực tấn công rất mạnh, có hiệu ứng sát thương rộng giống Grenadier - vừa phá được nhà vừa chống được cả bộ binh lẫn cơ giới. Khuyết điểm là không bắn được trực thăng.
- Chopper – Là trực thăng chiến đấu thuộc quân đời cuối, sở hữu khả năng không kích tuyệt vời với sức tấn công và phòng thủ tốt. Giá đắt.
- Dum Dum – Là robot mang pháo nổ tự sát thuộc quân đời cuối, có sức tấn công vào loại mạnh nhất trong game và muốn mua phải tốn nhiều điện, lượng máu thấp mà chỉ dùng được một lần.

## Đón nhận
Army Men: RTS nhận được các đánh giá "trái chiều hoặc trung bình", theo trang tổng hợp kết quả đánh giá trò chơi điện tử Metacritic.